# Fritz Bayerlein
Fritz Hermann Michael Bayerlein (Würzburg, 14 de janeiro de 1899 — Würzburg, 30 de janeiro de 1970) foi um militar alemão.

## Biografia
Iniciou carreira militar em 1917, como oficial cadete no Exército da Baviera. Serviu em unidades de engenharia e infantaria durante o período entre guerraas, e também como oficial de staff.
No começo da Segunda Guerra Mundial, era Major e se tornou oficial às ordens dos Oficiais de Operações, juntamente com a 10ª Divisão Panzer. Promovido à Oberst no dia 1 de abril de 1942, subiu para a patente de General-major em 1 de março de 1943 e após para Generalleutnant, em 1 de maio de 1944.
Durante este período, obteve o cargo de general staff do XIX Corpo de Exército (mot) (25 de fevereiro de 1940) em seguida o Pz.Gr. Guderian e finalmente o 2º Exército Panzer. Após ser colocado no comando da reserva em (30 de agosto de 1941), se tornou chief-of-staff do Afrika Korps (5 de outubro de 1941) Panzerarmee Afrika (7 de dezembro de 1942), e em seguida o 1º Exército Italiano (1 de março de 1943). Comandante oficial da 3ª Divisão Panzer (25 de outubro de 1943), assumiu o comando da Panzer-Lehr-Division (10 de janeiro de 1944) e em seguida o LIV Corpo de Exército (29 de março de 1945, m.d.F.b.).
Foi feito prisioneiro em 8 de maio de 1945, e libertado em 1947. Faleceu em Würzburg no dia 30 de janeiro de 1970.

## Condecorações
Foi condecorado com a Cruz de cavaleiro da Cruz de Ferro (26 de dezembro de 1941), com Folhas de Carvalho (6 de julho de 1943, n° 258), e Espadas (20 de julho de 1944, n° 81) e a Cruz Germânica em Ouro (23 de outubro de 1942).